# Model manipulatora robotycznego
Model manipulatora robotycznego uzyskuje się na bazie jego kinematyki oraz przy użyciu kilku dodatkowych wzorów. Wymagany on jest, aby zastosować algorytmy sterowania.
Przedstawione poniżej macierze zostały wyznaczone na bazie podwójnego wahadła. Dla bardziej skomplikowanego manipulatora będą występować różnice w liczbie zmiennych.

## Macierz pseudoinercji
Macierz ta opisuje rozłożenie ciężaru na ramieniu robota.
{\displaystyle J_{i}={\begin{bmatrix}\int x^{2}dm&\int xydm&\int xzdm&\int xdm\\\int xydm&\int y^{2}dm&\int yzdm&\int ydm\\\int xzdm&\int yzdm&\int z^{2}dm&\int zdm\\\int xdm&\int ydm&\int zdm&\int dm\end{bmatrix}}}
Przyjmując, że masa będzie rozłożona równomiernie wzdłuż ramion wahadła, otrzymuje się macierze {\displaystyle J_{i}} w postaci:
{\displaystyle J_{i}={\begin{bmatrix}{\frac {l_{i}^{2}m_{i}}{3}}&0&0&-{\frac {l_{i}m_{i}}{2}}\\0&0&0&0\\0&0&0&0\\-{\frac {l_{i}m_{i}}{2}}&0&0&m_{i}\end{bmatrix}}}

## Macierz bezwładności M
Składowe tej macierzy uzyskuje się ze wzoru:
{\displaystyle M_{ik}=\sum _{p=max(i,k)}^{n}Tr({\frac {\partial T_{p}}{\partial q_{i}}}J_{p}{\frac {\partial T_{p}^{T}}{\partial q_{k}}})+I_{i}\delta _{ik},}
gdzie:
{\displaystyle \delta _{ik}=1,} gdy {\displaystyle i=k,}
{\displaystyle I_{i}} to element (1,1) macierzy {\displaystyle J_{i},}
{\displaystyle T_{p}} to kolejne macierze składowe kinematyki (notacja Denavita-Hartenberga).

## Macierz Coriolisa
Wyznacza się jej części składowe osobno. Najpierw {\displaystyle c_{11}} i {\displaystyle c_{12},} później {\displaystyle c_{21}} i {\displaystyle c_{22}}
{\displaystyle {\begin{bmatrix}c_{11}&c_{12}\end{bmatrix}}={\begin{bmatrix}q_{1}^{'}&q_{2}^{'}\end{bmatrix}}{\begin{bmatrix}c_{11}^{1}&c_{12}^{1}\\c_{21}^{1}&c_{22}^{1}\end{bmatrix}}.}
Poszczególne składowe przyjmą postać:
{\displaystyle C_{kr}^{i}=\sum _{s=max(k,r,i)}^{n}Tr\left({\frac {\partial ^{2}T_{s}}{\partial q_{k}\partial q_{r}}}J_{s}{\frac {\partial T_{s}^{T}}{\partial q_{i}}}\right).}

## Macierz grawitacji
Wymagane jest wyznaczenie wektora g, który pokazuje kierunek działania grawitacji ziemskiej. Poszczególne składowe macierzy D zapisujemy jako:
{\displaystyle D_{i}=-\sum _{k=i}^{n}m_{k}<g,{\frac {\partial T_{k}}{\partial q_{i}}}R_{k}>,} przy czym:
{\displaystyle <a,b>=a^{T}b=\sum _{i=1}^{n}a_{i}b_{i},}
{\displaystyle R_{i}={\frac {1}{J_{i44}}}J_{i4}={\begin{bmatrix}-{\frac {1}{2}}l_{i}&0&0&1\end{bmatrix}}^{T}.}

## Sprawdzenie
Po uzyskaniu modelu matematycznego należy upewnić się, że policzony został on prawidłowo. Wymagane są dwa warunki:
1. {\displaystyle M=M^{T}>0} macierz M musi być odwracalna, symetryczna, dodatnio określona,
2. {\displaystyle M'=C+C^{T}} musi zachodzić skośna symetria.

Jeżeli obydwa warunki są spełnione, to model będzie prawidłowy (o ile nie popełniono błędu przy liczeniu macierzy grawitacji).